# Bayerisches Hauptmünzamt

Siegel des Königl. Bayer. Hauptmünzamtes

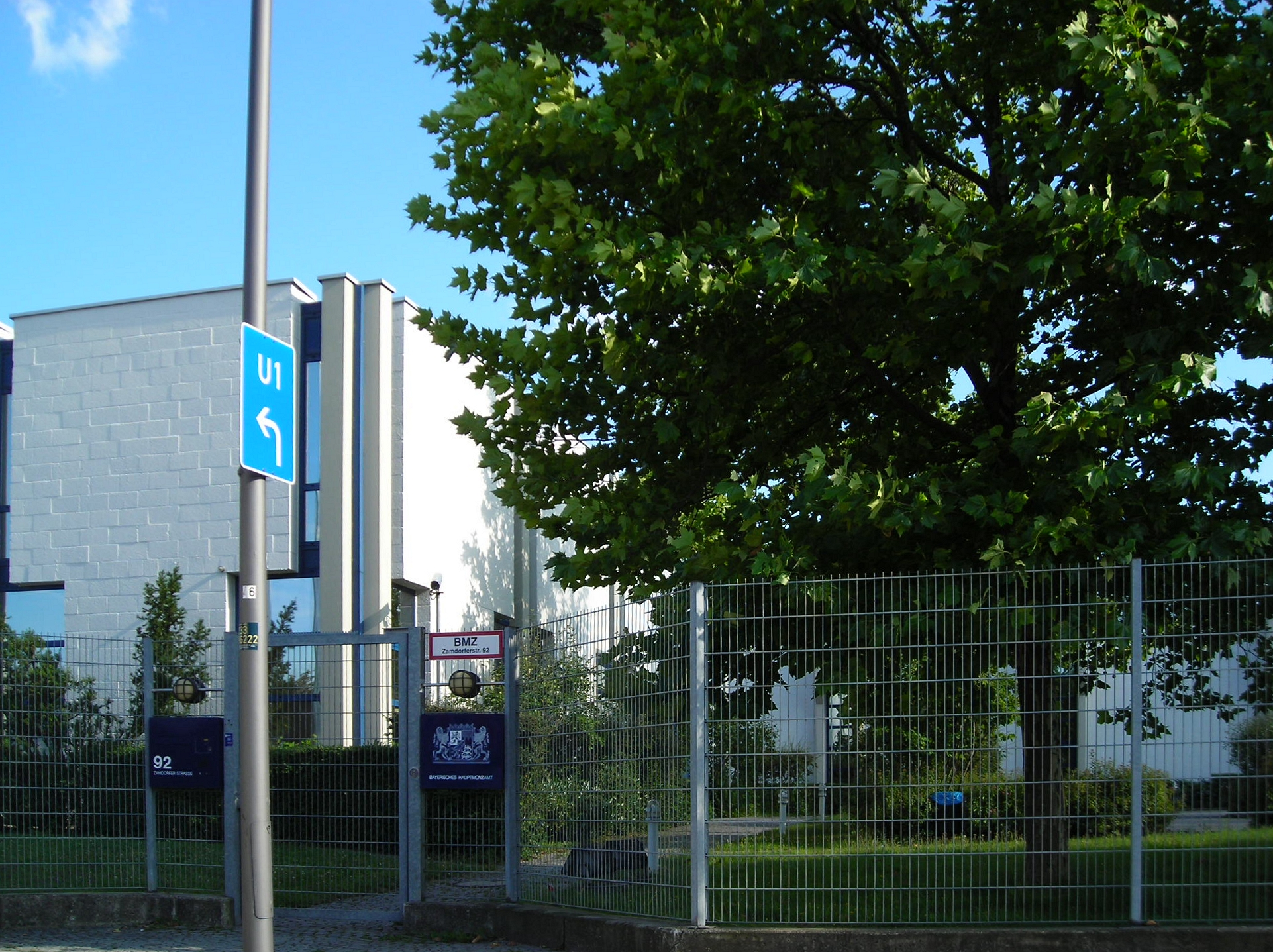
Haupteingang

Das Bayerische Hauptmünzamt / Hauptmünzamt München ist eine deutsche Münzprägeanstalt mit Sitz in der bayerischen Landeshauptstadt München. Es existiert unter anderen Bezeichnungen seit 1158 und ist dem Bayerischen Staatsministerium der Finanzen und für Heimat unterstellt. Die Münze ist der älteste noch bestehende Betrieb Münchens.
Es stellt hauptsächlich Umlaufmünzen für das In- und Ausland her. Der Anteil der im Umlauf befindlichen Münzen in Deutschland beträgt 21 Prozent.  Seit 1871 wird das Münzzeichen „D“ auf die hier hergestellten Umlaufmünzen geprägt. 2008 gab sie anlässlich des 850-jährigen Jubiläums der Stadt München eine Serie von elf Gedenkmedaillen in der Qualität Polierte Platte heraus.
Außer Münzen werden auch Medaillen sowie Dienstsiegelplatten  angefertigt. Das Bayerische Hauptmünzamt stellte 1947/1948 die Urstempelplatten für die Münzen der Deutschen Mark vor der Währungsreform 1948. Am 7. August 1998 nahm der damalige Bundesfinanzminister Theo Waigel den offiziellen Start der Euro-Probeprägungen vor. Bis zu seiner Einführung als Bargeld am 1. Januar 2001 wurden über 3,5 Milliarden Umlaufmünzen für die Bundesrepublik Deutschland produziert, rund ein Fünftel aller deutschen Euro- und Cent-Münzen. Die Münze prägte 1972 sämtliche Siegermedaillen der XX. Olympische Spiele in München.
Das Dienstgebäude und die Produktionsstätte befindet sich seit dem 16. Juli 1986 im Stadtteil Zamdorf, zuvor befanden sich diese 177 Jahre lang im Alten Marstall.